# Ernest Braun (Technikforscher)

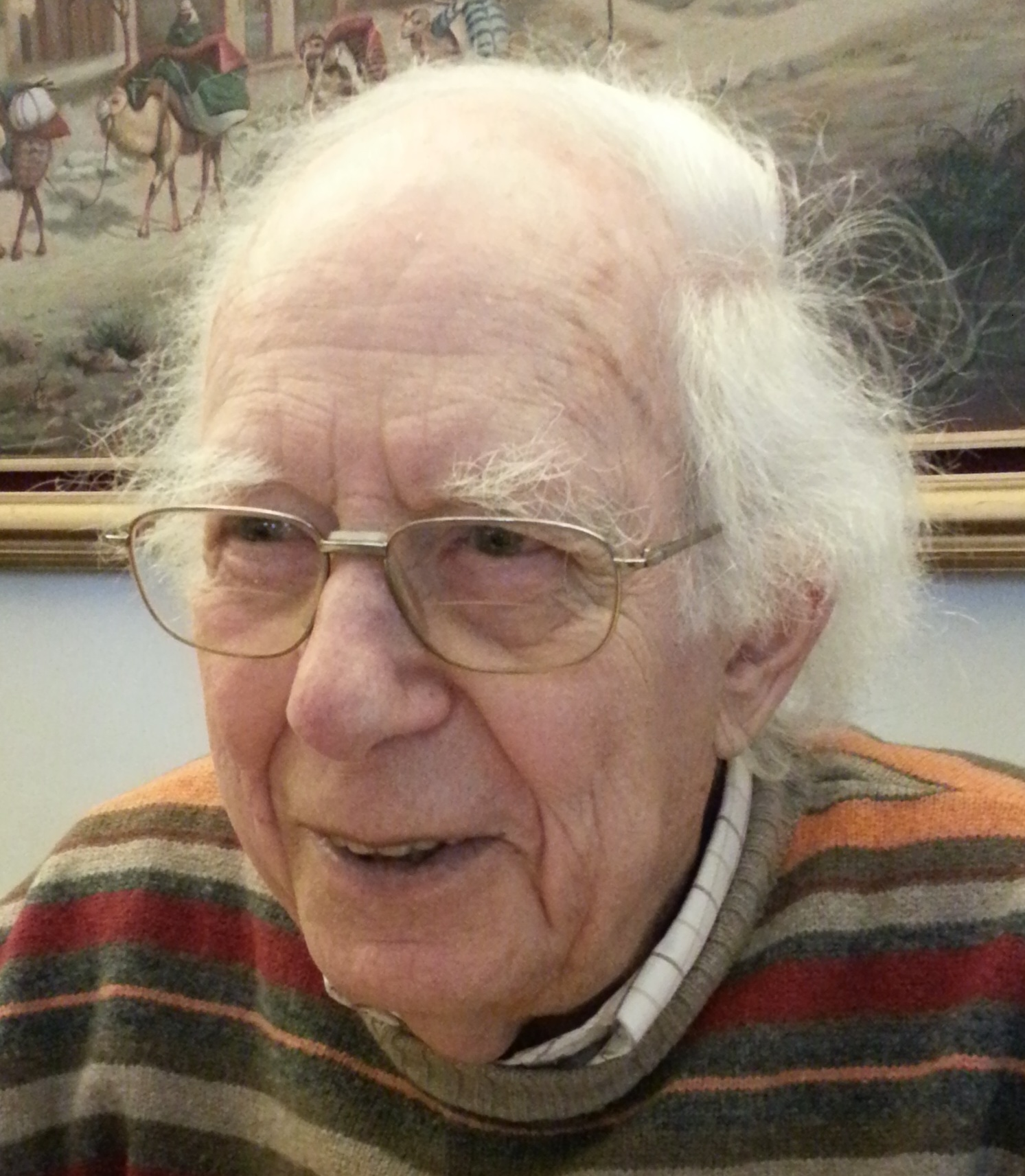
Ernest Braun (2013)

Ernest Braun (* 9. März 1925 in Wien; † 3. März 2015 in Bruckneudorf bei Wien) war ein britisch-tschechisch-österreichischer Technikforscher.

## Leben
Ernst Braun wurde am 9. März 1925 in Wien als tschechoslowakischer Staatsbürger geboren und wuchs in der Tschechoslowakei auf. Er studierte in Prag Physik (1952 MSc, Dr. rer. nat.), promovierte in Festkörperphysik in Bristol (1959 PhD), wurde britischer Staatsbürger und benutzte ab dann oft die englische Version seines Vornamens (Ernest). Zunächst forschte er in der Industrie, schlug dann aber die akademische Laufbahn ein. 1967 erhielt Braun einen Ruf als Professor für Physik an die Aston University in Birmingham. Dort gründete und leitete er ab 1973 eine Forschungsgruppe für Technologiepolitik („Technology Policy Unit“). Im gleichen Jahr gründete er mit Bill Williams und Michael Gibbons eine interuniversitäre Forscher- und Lehrergruppe unter dem Namen „Science in a Social Context“ (SISCON). Die Technology Policy Unit (TPU) veranstaltete einen interdisziplinären MSc Kurs mit dem Titel „Social Aspects of Science and Technology“ und betreute mehrere Doktoranden. Viele der ehemaligen Teilnehmer sind heute Professoren an britischen Universitäten. Auch David Collingridge arbeitete an der TPU. Technikfolgenabschätzung war eines der Forschungsthemen der TPU.
1982/1983 war Braun Gastprofessor an der Technischen Universität Wien. An der Aston University emeritierte er 1984. Nach einer Gastprofessur an der Universität Wien und verschiedenen Forschungstätigkeiten forschte er 1985–1991 an der Österreichischen Akademie der Wissenschaften, wo er zunächst eine Arbeitsgruppe Technikbewertung gründete und ab 1988 die neu gegründete Forschungsstelle für Technikbewertung (FTB) leitete. Aus der FTB ging 1994 (unter seinem Nachfolger Gunther Tichy) das Institut für Technikfolgen-Abschätzung (ITA) hervor. Braun kehrte 1991 nach England zurück und war noch vor seiner definitiven Pensionierung für einige Jahre Gastprofessor an der Open University in Milton Keynes. Noch während seiner Pension hat er weitere Bücher verfasst. Braun lebte zuletzt in Österreich nahe Wien; er war mit der Wiener Malerin Doris Braun (geb. Luttenberger) verheiratet und hatte zwei Töchter.

## Leistungen
Braun gilt als einer der ersten europäischen Technikfolgenabschätzer und war 1987 der Initiator und Begründer der Technikfolgenabschätzung in Österreich. Er schrieb mehrere Bücher und zahlreiche Artikel. Seine bekanntesten Bücher sind vermutlich Futile Progress (1995) und Technology in Context (1998). Sein letztes Buch, From Need to Greed. The Changing Role of Technology in Society, erschien im Sommer 2010.

## Schriften
- mit Stuart McDonald: Revolution in Miniature. Cambridge University Press, Cambridge 1978, ISBN 0-521-21815-2.
- Wayward Technology. Printer, London 1984, ISBN 0-86187-288-6.
- Futile Progress, Earthscan, London, 1995, ISBN 1-85383-243-X.
- Technology in Context, Routledge, London, 1998, ISBN 0-415-18342-1.
- From Need to Greed, Austrian Academy of Sciences Press, Vienna, 2010, ISBN 978-3-7001-6916-1.